# Andrzej Bargiel

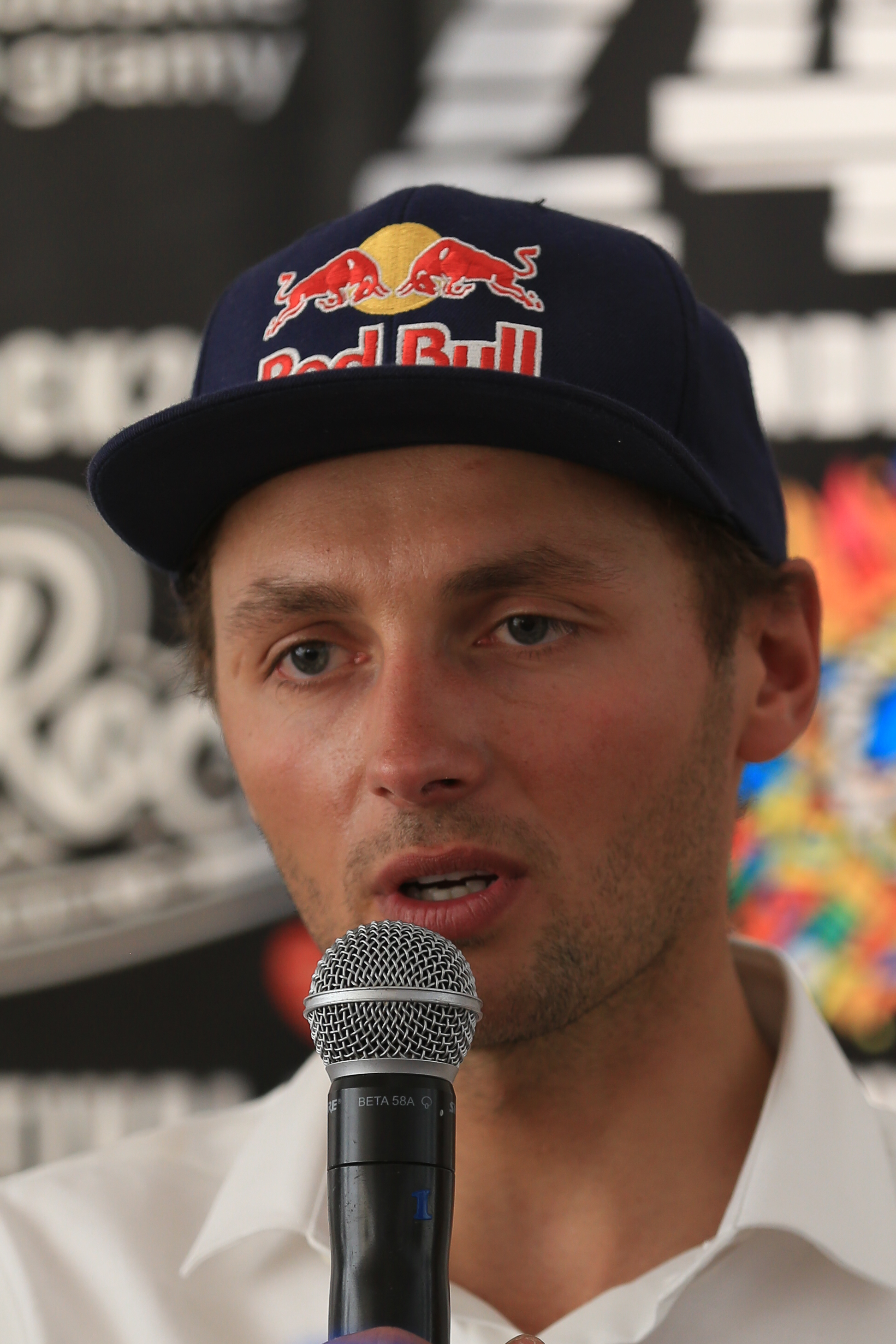
Andrzej Bargiel, 2018

Andrzej Leszek Bargiel (polnische Aussprache: [ˈandʐɛj ˈlɛʂɛkˈ barɡʲɛl]; * 18. April 1988 in Rabka, Polen) ist ein polnischer Skibergsteiger, Skitourengeher, Bergläufer und Kletterer. Aufgewachsen in Łętownia, ist er dreimaliger polnischer Meister im Skibergsteigen und belegte den dritten Platz im Gesamtweltcup. Er ist der aktuelle Rekordhalter im Erreichen des Schneeleopard-Orden in der kürzesten Zeit. Er ist auch der aktuelle Rekordhalter im Elbrus-Rennen. Seit 2013 betreibt er sein originelles Projekt HIC SUNT LEONES („hier sind Löwen“ auf Lateinisch), dessen Ziel schnelle, sauerstofflose Aufstiege und Skiabfahrten von den höchsten Berggipfeln der Erde sind. Er lebt in Zakopane, Polen.

## Erfolge (Auswahl)
Am 22. Juli 2018 war er der weltweit erste Mensch, der vom Gipfel des K2 zum Basislager fuhr, ohne die Skier abzunehmen.
Im Februar 2019 wurde Andrzej Bargiel zum National Geographic Adventurer of the Year ernannt.

## Dokumentarfilm
- Andrzej Bargiel – K2: The Impossible Descent, 2019[1]